# باول مور جونيور
باول مور جونيور (بالإنجليزية: Paul Moore)‏ هو قسيس وضابط أمريكي، ولد في 15 نوفمبر 1919 في موريستاون في الولايات المتحدة، وتوفي في 1 مايو 2003.